# Burnel Okana-Stazi
Burnel Okana-Stazi (ur. 10 lipca 1983 w Gambomie) – kongijski piłkarz występujący na pozycji pomocnika, reprezentant Konga.

## Kariera klubowa
Wychowanek Sochaux Gamboma. Pierwszy trener Villi-Odongo. Na początku kariery piłkarskiej grał w klubach Valenca, Piego-Vert, CARA Brazzaville i CS La Mancha. Latem 2005 roku zasilił skład ukraińskiej Stali Ałczewsk, która awansowała do Wyższej Lihi. Na początku 2008 został wypożyczony do białoruskiej Sławii Mozyrz. Latem 2009 powrócił do Stali. Następnie grał w laotańskich Lanexang United FC i Électricité du Laos FC oraz tajskich Ranong United FC i Bankhai United FC. W 2021 przeszedł do Wat Bot City FC.

## Kariera reprezentacyjna
Od 2005 do 2011 rozegrał w reprezentacji Konga 6 meczów.